# Badagoan
Badagoan è una suddivisione dell'India, classificata come nagar panchayat, di 6.566 abitanti, situata nel distretto di Shajapur, nello stato federato del Madhya Pradesh. In base al numero di abitanti la città rientra nella classe V (da 5.000 a 9.999 persone).

## Geografia fisica
La città è situata a 23° 44' 51 N e 76° 17' 13 E.

## Società

### Evoluzione demografica
Al censimento del 2001 la popolazione di Badagoan assommava a 6.566 persone, delle quali 3.438 maschi e 3.128 femmine. I bambini di età inferiore o uguale ai sei anni assommavano a 1.142, dei quali 590 maschi e 552 femmine. Infine, coloro che erano in grado di saper almeno leggere e scrivere erano 3.023, dei quali 2.097 maschi e 926 femmine.